# Partido Socialista Nicaragüense (de los Sánchez)
El Partido Socialista Nicaragüense (de los Sánchez) es un partido político izquierdista, de ideología socialista, que se separó del Partido Socialista Nicaragüense (PSN) en 1976.